# Jacob Arminio
Jacob Hermandszoon (Oudewater, 1560 circa – Leida, 1609) è stato un pastore protestante e teologo olandese.
È noto anche come Arminio – da cui l'arminianesimo – o come Jacobus Arminius, latinizzazione del patronimico Hermandszoon, ovvero "figlio di Herman".
Indro Montanelli lo ha definito «ultimo epigono di Erasmo» per il suo appellarsi in Olanda allo spirito del compromesso contro gli opposti fanatismi. Di fatto un riavvicinamento alla teologia cattolica romana, nella quale lo sforzo umano ("avvicinarsi" a Dio con il proprio "libero" arbitrio) dovrebbe essere premiato in qualche modo da Dio.
Il suo nome è legato alla posizione teologica che prevedeva l'apporto umano nella salvezza e la possibilità di perdere quest'ultima, in opposizione a quella calvinista che esaltava l'integrale opera di Dio nel salvare l'uomo secondo il Suo Disegno (elezione, predestinazione e perseveranza finale). I successori di Arminio proseguirono con la controversia sulla predestinazione, che infiammò il dibattito teologico del calvinismo sino al Sinodo di Dordrecht, nel 1618-1619.

## Biografia
Nasce da una famiglia della media borghesia. In gioventù subisce diversi gravi lutti. Il padre, Herman, un produttore di utensili da cucina, muore lasciando la vedova con diversi figli da crescere: fra questi, il giovane Jakob viene adottato da un prete, Theodorus Aemilius, che provvede a farlo studiare mandandolo a scuola a Utrecht.
La madre, e con lei tutti i suoi fratelli e sorelle, viene brutalmente uccisa durante il massacro spagnolo di Oudewater, nel 1575 quando Giacomo ha appena 15 anni. Tuttavia, per interessamento di Rudolph Snellius, viene mandato a studiare teologia all'Università di Leida. Riceve così un'educazione umanistica classica e, come molti umanisti, latinizza il suo nome in Arminius, che fu un capo delle tribù germaniche del primo secolo d.C., famoso per la sua resistenza al potere di Roma.
A Leida rimane sino al 1585, studiando con notevole profitto. Tra i suoi insegnanti di teologia merita ricordare Lambertus Danaeus, Johannes Drusius, Guillaume Feuguereius, e Johann Kolmann. Kolmann, in particolare, credeva che il Calvinismo estremo avesse reso Dio un tiranno e un boia e il suo insegnamento influenza certamente il pensiero di Arminio. 
Questi continua gli studi con il successore di Giovanni Calvino, Teodoro di Bèze, a Ginevra nel 1582.
Teodoro di Bèze (noto anche come Beza) aveva raccolto l'eredità di Calvino continuando sulla stessa linea del predecessore. In quegli anni il dibattito sul ruolo della predestinazione dell'uomo rispetto alla salvezza e della libertà del suo arbitrio cominciava a dividere gli animi in modo sempre più violento.
Giacomo termina gli studi con grande successo e viene calorosamente raccomandato da Beza stesso. Viene infine richiamato come pastore ad Amsterdam, dove riceve l'ordinazione nel 1588. Due anni dopo sposa Lijsbet Reael, figlia di una potente famiglia di mercanti e di un membro del consiglio cittadino.

### Pensiero e nascita della controversia
Arminio, terminati gli studi, fa un viaggio in Italia, dove viene in contatto con l'ordine dei Gesuiti, esperienza che gli comporta l'accusa di scendere a compromessi con la Chiesa cattolica e di avere perso la sua fede (calvinista). Ritorna ad Amsterdam dove viene ordinato pastore della Chiesa Vecchia, nel centro della città. Manterrà la carica di pastore per tutta la vita, con 15 anni di lavoro ad Amsterdam 6 a Leida. 
A Leida, dal 1603 al 1609, copre anche la carica di professore di Teologia e di Rettore della facoltà. Sarà qui, ad un solo anno dalla morte, che pubblicherà la sua opera maggiore, la Dichiarazione di Sentimenti''.

Sebbene l'opera di Arminio venga comunemente legata al rifiuto del Calvinismo, è un fatto il vivo apprezzamento del pastore per le opere di Calvino: 
Nonostante questo il suo pensiero non può evitare di venire coinvolto nelle controversie aspre del tempo. La più grave di queste si genera sulla sua interpretazione della Lettera ai Romani. In essa l'apostolo Paolo parla della difficoltà insormontabile di servire Dio con il corpo, che è soggetto al peccato. Sul testo, e sulle sue molteplici traduzioni e interpretazione, si scontrano due visioni opposte.
Da un lato la visione di Calvino, influenzata da quella di Sant'Agostino, che sostiene che Dio scelse Cristo come mediatore della salvezza dell'uomo e decise di accogliere e salvare quanti, pentiti, avrebbero creduto in Cristo, rifiutando chi non si sarebbe pentito. Dio diede all'uomo gli strumenti per potersi pentire e credere e decretò la salvezza di alcuni specifici individui, lasciando a sé stessi gli altri. 

Dall'altra la visione di Arminio, influenzata probabilmente da Tommaso d'Aquino, che sottolineava come Dio scegliesse gli eletti perché aveva previsto che essi avrebbero perseverato nella santità sino alla fine (in un'altra forma, ma comunque sempre una salvezza per meriti - una fede antropocentrica).
Le implicazioni delle due diverse impostazioni teologiche non sono trascurabili:
- nella dottrina della predestinazione classica del Calvinismo Dio sceglie chi salvare senza alcun riguardo per il merito di quella persona, poiché tale merito è, a tutti gli effetti, inesistente. Dio sceglie per motivi imperscrutabili e l'uomo è corrotto al di là di ogni possibilità di recupero. Il timore di Dio e della Scrittura, la santificazione, il conformarsi all'immagine di Cristo e la fede nella verità di una persona è semplicemente il risultato del fatto che quella persona è, molto probabilmente, eletta e predestinata da Dio alla salvezza.
- nella dottrina della predestinazione conforme all'Arminianesimo, Dio elegge in virtù della libera scelta, da parte di alcuni, di ravvedersi e credere in Cristo (autosoterismo). Dio sceglie quegli uomini e donne che accolgono la chiamata di Dio. L'essere umano è quindi corrotto, ma viene messo in grado di collaborare con la Grazia e mantiene una sua dignità derivante dalla creazione originaria prima del peccato (umanizzazione del messaggio della Bibbia nella quale viene detto che l'uomo è morto nel peccato ed incatenato da Satana). Le buone opere sono una delle conseguenze naturali della salvezza, perché testimoniano che la persona che le compie ha liberamente scelto Dio e il suo messaggio.

In ultima analisi per Calvino (come per Agostino) noi scegliamo Dio perché Egli, per imperscrutabili motivi, ha scelto noi nella notte dei tempi. Per Arminio Dio sceglie noi perché noi abbiamo scelto Lui, e Lui, già nella notte dei tempi, lo aveva previsto.
Nel 1610 quarantadue ministri del culto stilarono, firmarono e inviarono un documento al governo della città. Il documento, detto Rimostranza, riassumeva la loro posizione in 5 punti nodali, e chiedeva protezione alle autorità per la teologia che vi era espressa. A seguito di questo gli aderenti vennero detti Rimostranti.
I Calvinisti replicarono con un contro-documento l'anno successivo. I 5 contro-punti che ne emersero sono oggi detti i Cinque punti del Calvinismo.
Nel 1618, a seguito di un cambio di governo, venne convocato il Sinodo di Dordrecht, dove i teologi convenuti stilarono i canoni del Calvinismo e le conseguenti obiezioni all'Arminianesimo.

## I cinque punti dell'Arminianesimo
- elezione condizionata
- espiazione universale
- depravazione non totale
- grazia sufficiente ma resistibile
- incertezza circa la perseveranza dei santi